# Basquetebol do Esporte Clube Pinheiros
O Basquetebol do Esporte Clube Pinheiros é o departamento de basquetebol do clube poliesportivo brasileiro de mesmo nome, sediado na cidade de São Paulo, em São Paulo. Ele é mais conhecido como Pinheiros Basquete.

## Basquete masculino

### História
Com o basquete introduzido no clube em 1926, o Esporte Clube Pinheiros há anos integra as principais competições de basquete do país, participando com frequência do Campeonato Paulista, especialmente a partir da década de 90. No Campeonato Brasileiro, o clube participou pela primeira vez do torneio ao disputar o Campeonato Nacional de 1995. No entanto, os primeiros títulos no adulto vieram no começo dos anos 2000. Em 2001, a equipe conquistou o Torneio Novo Milênio. Em 2002, a Supercopa Brasil de maneira invicta ao bater o Automóvel Clube de Campos (RJ) na decisão. No segundo semestre de 2006, o Pinheiros fez uma parceria com a AD Santo André, jogando as competições do estado como Pinheiros/Santo André. A fusão se encerrou no começo de 2008, após a eliminação no Paulista de 2007. Os resultados mais expressivos do clube no basquete vieram somente a partir de 2010. Neste ano, o Pinheiros chegou à decisão do Campeonato Paulista, perdendo a série decisiva para o Limeira por 3 a 1.
No NBB 2010-11, o Pinheiros conquistou um inédito terceiro lugar, o que permitiu ao clube disputar torneios internacionais pela primeira vez na sua história. Logo na primeira disputa da Liga Sul-Americana em 2011, os pinheirenses alcançaram a decisão, mas foram derrotados pelo Obras Sanitarias, da Argentina, por 88 a 73.
Em 2011, enfim, o clube conquistou o seu primeiro título paulista, ao bater o São José na final do torneio por três jogos a um. Além do título o Pinheiros quebrou um tabu: há 25 anos uma equipe da Capital Paulista não se sagrava campeã do estado. Na edição 11-12 do Novo Basquete Brasil, o time de São Paulo alcançou a mesma posição da edição passada, sendo essas suas melhores participações na competição.
Já na temporada 2012-13, o time alcançou sua maior glória: sagrou-se campeão da Liga das Américas de 2013 (principal competição das Américas à época, fora a NBA), ao vencer dois dos três jogos do quadrangular final, disputado em Porto Rico. Seu principal jogador, o ala Shamell foi eleito o MVP (melhor jogador) da competição. Com o título, o time se credenciou para a disputa da Copa Intercontinental contra o campeão da Euroliga de basquete de 2013, o Olympiacos, da Grécia. Após dois jogos disputados e duas vitórias dos gregos (81 a 70 e 86 a 69), a equipe paulista ficou com o vice-campeonato mundial. No Campeonato Estadual de 2012, o Pinheiros chegou à final pela terceira vez consecutiva. O adversário foi o São José, assim como no ano anterior, porém, desta vez, os joseenses deram o troco e ficaram com título ao fazer 3 a 2 no playoff final.
No ano seguinte (2014), o Pinheiros chegou novamente à final do torneio das Américas, que já contava com um novo formato na fase final, porém foi derrotado pelo Flamengo por 85 a 78. Outras participações de destaque em torneios internacionais da equipe pinheirense, incluem dois vice-campeonatos do Torneio Interligas: em 2011 (derrotado pelo Obras Sanitarias por 80 a 77) e em 2012 (derrotado pelo Peñarol por 88 a 75).
O clube pinheirense também demonstra força nas equipes de base. Em 2015, o sub-22 do Pinheiros foi campeão da Liga de Desenvolvimento de Basquete (LDB), após vencer o anfitrião da fase final Minas por 81 a 78. Em 2018, o clube tornou-se bicampeão da competição, ao bater o rival Paulistano por 81 a 61 com o time sub-20. Em 2019, conquistou o tricampeonato, ao derrotar o Franca por 71 a 65, passando a ser o maior campeão da LDB.

### Títulos
| Continentais | Continentais         | Continentais | Continentais |
|              | Competição           | Títulos      | Temporada    |
| ------------ | -------------------- | ------------ | ------------ |
|              | Liga das Américas    | 1            | 2013         |
| Nacionais    |                      |              |              |
|              | Competição           | Títulos      | Temporada    |
| Brasil       | Supercopa Brasil     | 1            | 2002         |
| Estaduais    |                      |              |              |
|              | Competição           | Títulos      | Temporada    |
| São Paulo    | Campeonato Paulista  | 1            | 2011         |
| São Paulo    | Torneio Novo Milênio | 1            | 2001         |

#### Outros torneios
- Campeonato Paulista de Aspirantes da Capital: 1947.
- Torneio de Preparação do Campeonato da Grande São Paulo - FPB: 1954.
- Torneio Interclubes Seniors: 1967.
- Taça Anchieta: 1973.
- Liga de Desenvolvimento de Basquete - LDB (Sub-22): 5 vezes (2015, 2018, 2019, 2021 e 2022).

### Campanhas de destaque
- Vice-campeão da Copa Intercontinental: 2013.
- Vice-campeão da Liga das Américas: 2014.
- Vice-campeão da Liga Sul-Americana: 2011-12.
- Vice-campeão do Campeonato Paulista: 2 vezes (2010 e 2012).

### Últimas temporadas
Legenda:
| Campeão Vice-campeão | Classificado à Champions League Classificado à Liga Sul-Americana | NBB = Novo Basquete Brasil |

### Jogadores históricos
- Adilson Nascimento
- Bráz
- Bruno Caboclo
- Cadum
- Caio Torres
- Carioquinha
- Charles Byrd
- Guilherme Giovannoni
- Joe Smith
- Josuel dos Santos
- Leandro Barbosa
- Marcelinho Huertas
- Marquinhos
- Olivinha
- Paulinho Boracini
- Rafael Bábby
- Rafael Mineiro
- Renato Lamas
- Robyn Davis
- Rolando Ferreira
- Shamell
- Vítor Benite
- Wilson Bombarda

### Treinadores históricos
- Cláudio Mortari

## Basquete feminino

### História
Na categoria feminino, o Pinheiros teve grande destaque no final dos anos 40 e durante boa parte da década de 50. Contando com alguns nomes como Iracema Ferreira, Yolanda Ferraz (Yola), Wanda, Maria Aparecida Guimarães (Cida), Nair Kanawatti e Zilda Ulbrich (Coca), que em 1957, durante o Campeonato Mundial no Chile foi considerada a segunda melhor jogadora do mundo; o Pinheiros ganhou por seis vezes o Campeonato Paulistano (Capital), estabelecendo uma dinastia. Atualmente, o basquete feminino do clube está desativado.

### Títulos
| Estaduais | Estaduais             | Estaduais | Estaduais                           |
|           | Competição            | Títulos   | Temporada                           |
| --------- | --------------------- | --------- | ----------------------------------- |
| São Paulo | Campeonato Paulistano | 6         | 1949, 1950, 1952, 1954, 1956 e 1957 |